# Václav Nový (fotbalista)
Václav Nový (28. října 1912 – ?) byl český fotbalista, útočník.

## Fotbalová kariéra
V lize hrál za SK Plzeň a SK Kladno. V lize odehrál 111 utkání a dal 18 gólů. Ve Středoevropském poháru nastoupil ve 4 utkáních.

## Ligová bilance
| Ročník                    | Zápasy | Góly | Klub      |
| ------------------------- | ------ | ---- | --------- |
| 1. asociační liga 1932/33 | -      | -    | SK Plzeň  |
| 1. asociační liga 1933/34 | -      | -    | SK Kladno |
| Státní liga 1934/35       | -      | -    | SK Kladno |
| Státní liga 1935/36       | -      | -    | SK Kladno |
| Státní liga 1936/37       | -      | -    | SK Kladno |
| Státní liga 1937/38       | -      | -    | SK Kladno |
| Státní liga 1938/39       | 18     | 2    | SK Kladno |
| Národní liga 1939/40      | -      | -    | SK Kladno |
| Národní liga 1940/41      | -      | -    | SK Kladno |
| LIGA CELKEM               | 111    | 18   |           |